# Stade Mariano-Santana
Le stade Mariano-Santana (en portugais : Estádio Mariano Santana), également surnommé le Marianão, est un stade de football brésilien situé à Cruzeiro, quartier de la ville de Serrinha, dans l'État de Bahia.
Le stade, doté de 5 000 places, sert d'enceinte à domicile aux équipes de football du Serrinha Esporte Clube et du Botafogo Sport Club.

## Histoire
En 2012, le stade accueille les matchs à domicile de l'Alagoinhas AC et de l'Astro.
Un an plus tard, le stade accueille le Jacuipense.
Il est aujourd'hui l'antre à domicile des clubs du Serrinha EC et du Botafogo Bofinense.